# Dušnost
Dušnost, jinak též dyspnoe (latinsky: dyspnoea, řecky: dyspnoia), případně dýchavičnost, je namáhavé a ztížené dýchání s pocitem dechové tísně či nedostatku vzduchu. Jde o oslabující příznak, který způsobuje nepříjemné nebo zvláštní pocity v dýchacích cestách. Dušnost je běžným příznakem několika medicínských poruch, zvláště těch, které postihují kardiovaskulární a respirační systém; při námaze je nejčastějším projevem u lidí s respiračním postižením. Při nádechu (inspiriu) je známkou onemocnění horních cest dýchacích, zatímco při výdechu (expiriu) značí onemocnění dolních cest dýchacích. Dušnost při nádechu i výdechu indikuje onemocnění průdušnice. U plazů může způsobit dušnost přeplněné střevo, které tlačí na plíce.
Objektivními projevy dušnosti je tachypnoe, alární souhyb, vpadávání či zatahování jugulární jamky, zvýšené úsilí dechových svalů a ortopnoická poloha.
Vnímání intenzity je individuální i u stejného postižení.

## Příznaky

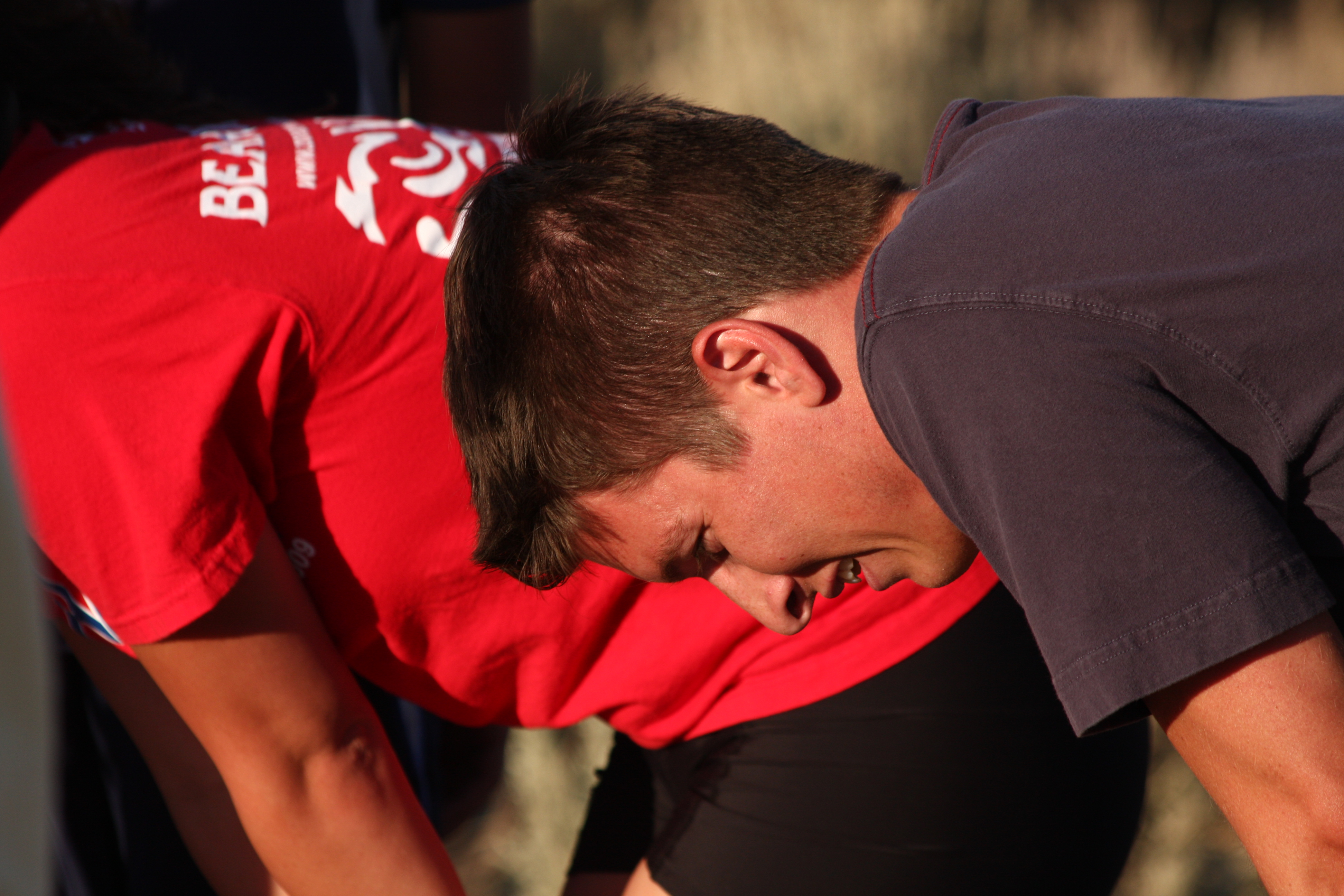
Ortopnoickou polohu zaujímají často i běžci při vyčerpání – předklon a opora horních končetin

Člověk s dušností většinou namáhavě a zrychleně dýchá, sedí nebo se stáčí do předklonu. Existuje dušnost klidová a dušnost námahová. Klidová se projevuje již v klidu a je prognosticky horší. Námahová se projeví až při námaze – chůze do schodů, nošení tašky atd.

## Vyšetření
Běžně se vyšetřuje poslechem plic fonendoskopem, RTG snímkem plic, spirometrií, ultrazvukem srdce. Ultrazvukové vyšetření samotných plic se stává jedním ze základních urgentních postupů.  Ultrazvuková vlna se šíří rychlostí 1540 m/s. Vlna se odrazí od rozhraní tkání a vrátí se k sondě, kde dochází k analýze. Přiložením ultrazvukové sondy o kmitočtu 2 až 5 MHz se analyzuje buď linie A, linie B a linie C. Linie A se vyskytují nad zdravou plící a dále se může vyskytnout nad plící s emfyzémem, CHOPN, astmatickém záchvatu a embolií plic. Vlny B se vyskytují pouze při intersticiálním a alveolárním edému, vylučují plicní embolii. Vlny C jsou příznačné pro zápal plic (pneumonie).
Laboratorní vyšetření počtu krvinek a markerů zánětu může přispět k diagnóze.